# Dobra (gmina w województwie łódzkim)
Dobra – dawna gmina wiejska istniejąca w latach 1859–1954 w Łódzkiem. Siedzibą władz gminy była Dobra.
Gmina powstała w 1859 roku w Królestwie Kongresowym na mocy ukazu carskiego z 16 marca 1859 roku, a po jego podziale na powiaty i gminy z początkiem 1867 roku gmina weszła w skład powiatu brzezińskiego w guberni piotrkowskiej. 19 maja?/31 maja 1870 do gminy przyłączono pozbawiony praw miejskich Stryków (od 1923 formalnie znów samodzielne miasto).
W 1919 roku gmina weszła w skład woj. łódzkiego. W 1933 roku rozszerzono uprawnienia samorządowe gminy. Podczas okupacji gmina należała do dystryktu radomskiego (w Generalnym Gubernatorstwie). Po zakończeniu II wojny światowej utworzona została Gminna Rada Narodowa w Dobrej. 13 lutego 1946 roku część obszaru gminy Dobra (Łodzianka, Wilanów B, Łukaszew, Moskule Stare, Moskuliki) przyłączono do Łodzi. W 1950 roku funkcję wykonawczą Zarządu Gminnego przejęło Prezydium Gminnej Rady Narodowej.
1 lipca 1952 roku gmina składała się z 18 gromad: Anielin, Borchówka, Czaplinek, Dobra, Glinnik, Imielnik Nowy, Imielnik Stary, Józefów, Kalonka, Kiełmina, Kopanka, Ługi, Maciejów, Moskule Nowe, Szczawin, Szczawin kol., Wilanów i Zelgoszcz. Jednostka została zniesiona 29 września 1954 roku wraz z reformą wprowadzającą gromady w miejsce gmin. Z obszaru gminy utworzono Gromadzkie Rady Narodowe. Po reaktywowaniu gmin 1 stycznia 1973 roku gminy nie przywrócono, a jej dawny obszar wszedł głównie w skład gminy Stryków i Nowosolna.